# Metepec (Hidalgo)
Pour les articles homonymes, voir Metepec.
Metepec est une municipalité de l'État d'Hidalgo, au Mexique.
En 2005, la municipalité comptait une population totale de 9278 habitants.